# ウリカ・モデール
ウリカ・モデール (Eva Maria Ulrika Modéer, 1969年10月2日 - ) は、スウェーデンの外務省の元国務長官で、国連開発計画総裁補佐兼対外関係・アドボカシー局長。彼女の任務の1つは、2030年までに国連の17の持続可能な開発目標を実現することを推進することである。

## キャリア

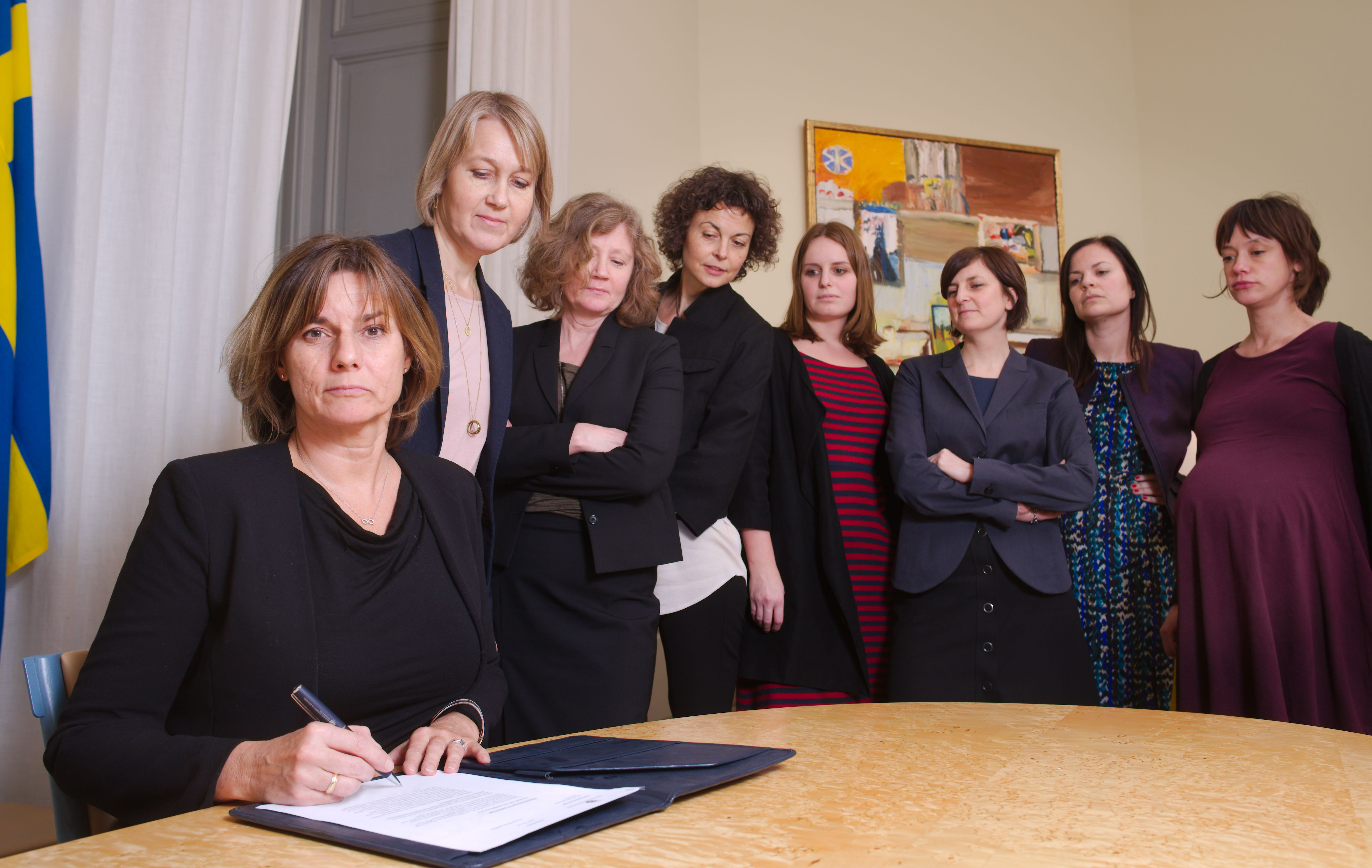
スウェーデン政府の女性閣僚らによる気候法への署名。副首相兼国際開発協力・気候担当大臣イサベラ・ロヴィーンとともにウリカ・モデール(左から2番目)らも参加し署名(2017年2月1日)

1994年から2014年の間に、モデールは主にCaritas、 Diakonia、スウェーデン国際開発協力庁(SIDA)においてそれぞれの国際開発の問題に取り組んだ。2011年から2014年までは、緑の党の議会組織のチームリーダーを務め、2014年から2018年までは、ステファン・ロベーン政権の下で外務省で国際開発協力と気候変動の担当の国務長官を務めた。
2019年、ヨーテボリ大学社会科学部から名誉博士を授与される。
彼女は現在、国連のシステムの中で最高位のスウェーデン人である。

## 来日
- 2019年10月、国連開発計画（UNDP）総裁補兼対外関係・アドボカシー局長として来日する。鈴木馨祐外務大臣政務官などを表敬し、SDGsの普及と実践での日本との連携を話し合う[5]。